# Српска горњa варош у Београду (1718—1739)
Српска горњa варош у Београду (1718—1739) био је имућнии део Српске вароши у односу на Доњу или Савску српску варош. Иако је заузимала процентуално веома мали део унутар варошког утврђења, она је била од изузетног значаја јер су је углавном настањивали имућнији Срби, а имала је и засебну парохију и Саборну цркву која је, поред своје улоге катедрале Београдске, а затим и Београдско-карловачке митрополије, служила и као парохијска црква.

## Предуслови
Крајем 17. века, Хабзбуршка монархија је истерала Османлије из већег дела Панонске низије (укључујући Бачку и северозападни Срем), а границе успостављене 1699. године остављале су у саставу Турске царевине Баната и југоисточног Срема.
Када је српска етничка територија, 1716 — 1718, од Далмације, преко Босне и Херцеговине до Београда и Подунавља опет постала поприште новог аустријско-турског рата, који је водио принц Еуген Савојски, Срби су учествовали у борби на страни Аустрије. Османско царство је након овог рата Пожаревачким миром изгубило све територије у Подунављу (Банат и део Срема), северне делове данашње централне Србије и северну Босну, делове Далмације, Малу Влашку и Пелопонез. По одредбама Пожаревачког мира 1718. године Хабзбуршка монархија је (између осталог) од Османског царства добила и Београд са северним деловима данашње централне Србије.
Једна од првих мера Хабзбуршке монархије и нове аустријске управе у Србији након 1718 године, била је поново населити земљу  запуштену, ратом опустошену и готово расељену, након ратова 1683-1689 и 1716-1718. године. Нашироко вођеном колонизационом политиком, довођени су или су сами долазили нови колонисти из суседних турских земаља, када су у питању били Срби, а из Немачке, када су се доводили страни колонисти. Срби се претежно насељавани по селима, а страни колонисти су довођени у градове, највише у Београд и његову околину, затим и у новоотворене руднике по Србији.

### Указ о уређењу Немачког Београда
Уласком у састав проширеног Хабзбуршког царства, Београд је постао главно погранично утврђење, али и полазиште за даље ратове против Турске на Балкану. Одлуком римско-немачког цара Карла VI, уобличеном у статуту (Das Statut der Belgrader Deutchenstadt von) из 1724. године, Београд је подељен на два дела: српски (савски) и немачки (дунавски).
Потом је следила нова наредба на основу једне царске резолуције, да се у новоосвојеним земљама могу насељавати примарно Немци али и остали римокатолици из целе Европе. Док су у прво време знатан део досељеника у Србију чинили ветерани из ратова Еугена Савојског, касније су предвиђеним пореским олакшицама били привучени и многи немачки сељаци лошијег имовног стања из густо насељених крајева око Рајне.
По наведеној резолуцији из 1726. године наређено је да се из Немачке вароши под принудом иселе сви Срби са својом имовином, из дунавског дела вароши, а у њој населе искључиво Немци католичке вере. Хабзбуршка власт је Јеврејима дозволила боравак у веома ограниченом броју, и то у српском делу Београда, на десној обали Саве, који се састојао од Горње и Доње, односно Нове вароши.
Како тадашњи Београд као оријентална варош са застарелим утврђењем није задовољавала велике планове Дворског ратног савета у Бечу, кренуло се сређивањем Београда како би он постао европски барокни град након опсежне реконструкције, не само Тврђаве него и читаве вароши.

## Положај и инфраструктура
Српска горња варош налазила се на изузетно истакнутом делу Српске вароши, на једном од београдских узвишења, у непосредној близини главних тврђавских утврђења, а на простору око данашње Саборне цркве. Смештена унутар спољних градских бедема, она је била на оном истом месту где је била и током турске власти.
У овој четврти (гледано са данашње новобеоградске стране или Великог ратног острва) поред Савске капије и Петроварадинског моста, доминантно место имале су Саборна црква и митрополијска резиденција, или Митрополитски двор (стари, који је имао рибњак у башти и стабла лимуна, као и нови, чија градња никада није приведена крају због пропасти хабзбуршке власти у Београду). Око њих  биле су куће и станови српских угледних и имућних грађана или привилеговане господе, како су их звали Срби из Доње српске или Савске вароши, „суштински грађани другог реда, у односу на своје сународнике из Горње вароши, а посебно на немачке досељенике” настањена у Немачкој вароши.

## Историја
Оснивање Српске вароши у Београду за време владавине Хабзбуршке монархије, настало је у периоду пре разграничења немачке и српске општине. Поред очигледног разлога да се становништво одвоји на верском принципу, за оснивање Горње и Доње српске вароши били су важни и други чиниоци, пре свега привредни, трговачки и занатлијски.
И док су у Доњој српској вароши живели мање имућни становници и занатлије, према мишљењу историчара у Српској горњој вароши становали су најимућније и најугледније српски становници.
Када је 1720. године српска варош  подељена у махале, изабрани су „тиздеуши“– десетари који су одржавали ред и надзирали квартове у којима су и живели, заједно са градским судијом кога је 1724. добио српски Београд.
Београдска српска општина имала је свој „варошки дом“ у коме су се одржавале седнице танача и других одбора и где су били смештени канцеларија и архива. Није познато где се општински дом налазио, али свакако негде у близини Саборне цркве и митрополијске резиденције.
Како се не зна тачно да ли су два одвојена српска насеља у Београду Горња српска варош и Доња или Савска српска варош чинила једну или две општине, али се претпоставља да су били повезани
јединственим еснафским системом.